# Кафе Пушкин
Кафе „Пушкин” је чувени кафе-ресторан у Москви. Отворио га је француско-руски уметник и угоститељ  Андреј Делос 1999. године, у барокној палати на Тверском булевару бр. 26А. Име кафеу је дала песма „Натали” француског шансоњера Жилбера Бекоа.

## Историја
Легендарни француски шансоњер Жилбер Беко је после наступа у Москви, шездесетих година 20. века, написао је песму „Натали“ и посветио је свом руском водичу. Песма гласи: 
„Шетамо по Москви ти и ја, идемо на Црвени трг, а ти ми причаш напамет речи о Лењину и револуцији, а ја размишљам: „Волео бих да смо у кафеу Пушкин, да гледамо снег кроз прозоре. Пили бисмо топлу чоколаду, и причали о нечем сасвим другом…“.
Песма је постала невероватно популарна у Француској, и није ни чудо што су француски посетиоци Москве покушали да пронађу „Café Pushkin“. Нису могли да га пронађу јер је постојао само као поетска фантазија у Бекоовој песми. Али песма је инспирисала Андреја Делоса, уметника и угоститеља француско-руских корена да, 4. јуна 1999. године у барокној вили на Тверском булевару, отвори „Кафе Пушкин“. На свечаном отварању, Жилбер Беко је извео своју светски познату песму „Натали“.
Тверски булевар и улице око њега одиграли су значајну улогу у животу руског песника Александра Пушкина. Када је булевар отворен 1796. године, постао је омиљено место за шетњу московског високог друштва. Пушкин jе тамо често могао наћи. У овој улици, чувени мајстор плеса Јогел, приређивао је дечије балове у кући породице Кологривов, која се налазила на месту где се сада налази Московско уметничко академско позориште М. Горки. На једном таквом балу Пушкин је упознао своју будућу супругу Наталију Гончарову. На другом крају булевара, близу Трга Никитске капије, налази се црква Великог Вазнесења у којој се пар касније венчао. Статуа Пушкина је првобитно стајала и на Тверском булевару.
Зграда у којој се кафе налази, изграђена је осамдесетих година 18. века. Извесни племић из Санкт Петербурга, који је служио на двору Катарине Велике, повукао се из службе и преселио у Москву. Одлучио је да сагради кућу, за чију је изградњу ангажовао архитекте из Италије, који су подигли барокну зграду на „московски начин“. У уређењу ентеријера користили су барокне мотиве. Средином 19. века, племић је продао кућу немачком аристократи. Немац је кућу реновирао, у приземљу сместио апотеку, а на спрат библиотеку. Док су чекали припрему лекова посетиоци апотеке су могли да попију неки лековити напитак, чај, кафу или чоколаду у малом кафићу у приземљу.